# Peter Holka
Peter Holka (* 22. srpna 1950 Považská Bystrica) je slovenský spisovatel, dramatik a publicista, autor literatury pro děti a mládež.

## Životopis
Své dětství strávil v Púchově, později v Čadci. Po maturitě prošel různými zaměstnáními, pracoval jako novinář ve vícerých redakcích (Smer, Pravda) a při zaměstnání vystudoval politologii. V letech 1996–1999 byl šéfredaktorem slovenského Literárneho týždenníka. Od roku 1999 působil jako spisovatel ve svobodném povolání. V současnosti pracuje v Literární redakci Slovenského rozhlasu. Žije v Bratislavě.

## Tvorba
Knižně debutoval v roce 1983. Základní charakteristikou jeho prózy je neustále se stupňující vypravěčství, dynamický děj a přítažlivý příběh. Má smysl pro zkratku, detail a zná mnoho atraktivních prostředí. Jeho první knihy okouzlily hlavně mládež, oslovily ji svojí upřímností a nekonformním pohledem na střet světa otců a jejich synů s jejich rozdílnými hodnotovými systémy. Část své tvorby adresoval i mládeži – často prezentované skrz obrazy drsné reality, v jaké se současná mládež pohybuje. Svoje příběhy autor neidealizuje, hovoří v nich tzv. „na rovinu“, s naturalistickou drsností poukazuje na okolnosti a vlastnosti, které často křiví charakter mladých lidí, ale současně jeho novely vyzývají mladé lidi, aby sa nevzdávali svých skrytých tužeb, sebe samého a aby o ně bojovali.

## Dílo

### Próza pro dospělé
- 1983 Ústie riečok, novela
- 1992 V košeli zo žihľavy, kniha rozhovorů s Vladimírom Mináčem
- 1994 Škára (do trinástej komnaty)
- 1995 Neha, dielo venované zosnulej dceři Paule
- 1998 Sen o sne
- 1999 Nezabudnuteľná vôňa zrelej pšenice
- 2000 Smrť, na ktorú sa čakalo
- 2001 Výhľad zo zvonice (Milovanie s Nereidou)
- 2003 Prekliatie
- 2005 Biele noci, čierne dni
- 2007 Modrý Anjel

### Próza pro děti a mládež
- 1986 Leto na furmanskom koni
- 1990 Prekážkár v džínsach
- 1992 Piráti z Marka Twaina
- 1993 Normálny cvok

### Rozhlasová tvorba
- 1986 Noc ešte trvá
- 1988 Reťaz
- 1989 Jazva
- 1990 Srdcový túz